# Col de la République
El col de la République (en francés col de la République) o collado de Grand Bois es un puerto de montaña en Francia, que se encuentra al macizo del Pilat, uno de los contrafuertes orientales del macizo Central. El collado se encuentra en la común de Saint-Genest-Malifaux y enlaza Saint-Étienne con Annonay, en el valle del Roine. La carretera fue construida el 1830.
Fue el primer puerto de montaña subido al Tour de Francia, el 1903, a pesar de que por sus características, desniveles suaves, todo el protagonismo del primer puerto lo tuvo el col del Ballon d'Alsace el 1905. El collado se hizo tristemente famoso durante el Tour de 1904, cuando fue el escenario de duros enfrentamientos entre forofos y ciclistas. Ha formado parte del recorrido del Tour en 13 ocasiones.

## Historia

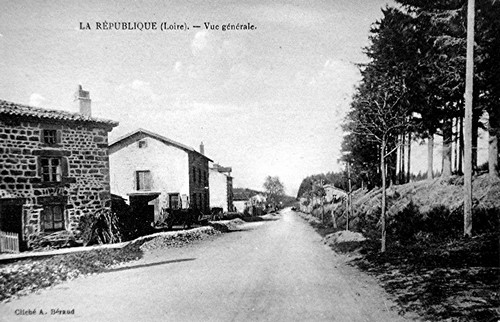
La villa de la République, Loira, a la década de 1910.

El nombre del collado de La République y el de la próxima villa de 'La République' derivan del intento de los miembros de la secta religiosa beguina para fundar a la zona una comunidad independiente denominada la República de Jesucristo. Las beguines se establecieron a Saint-Jean-Bonnefonds, pero en noviembre de 1794 se trasladaron unos 20 kilómetros, hasta la meseta para estar preparadas para la llegada del profeta Elies.

## Ciclismo
Desde el norte, la ascensión tiene 17 km de longitud. En estos kilómetros se superan 644 m de desnivel a una media del 3,8 %, con un desnivel máximo del 6,3 %.
Desde el sur, la ascensión empieza a Bourg-Argental, donde durante 12 km se superan 626 m de desnivel a una media del 5,2 %, con un desnivel máximo del 7,9 %.

### Vélocio

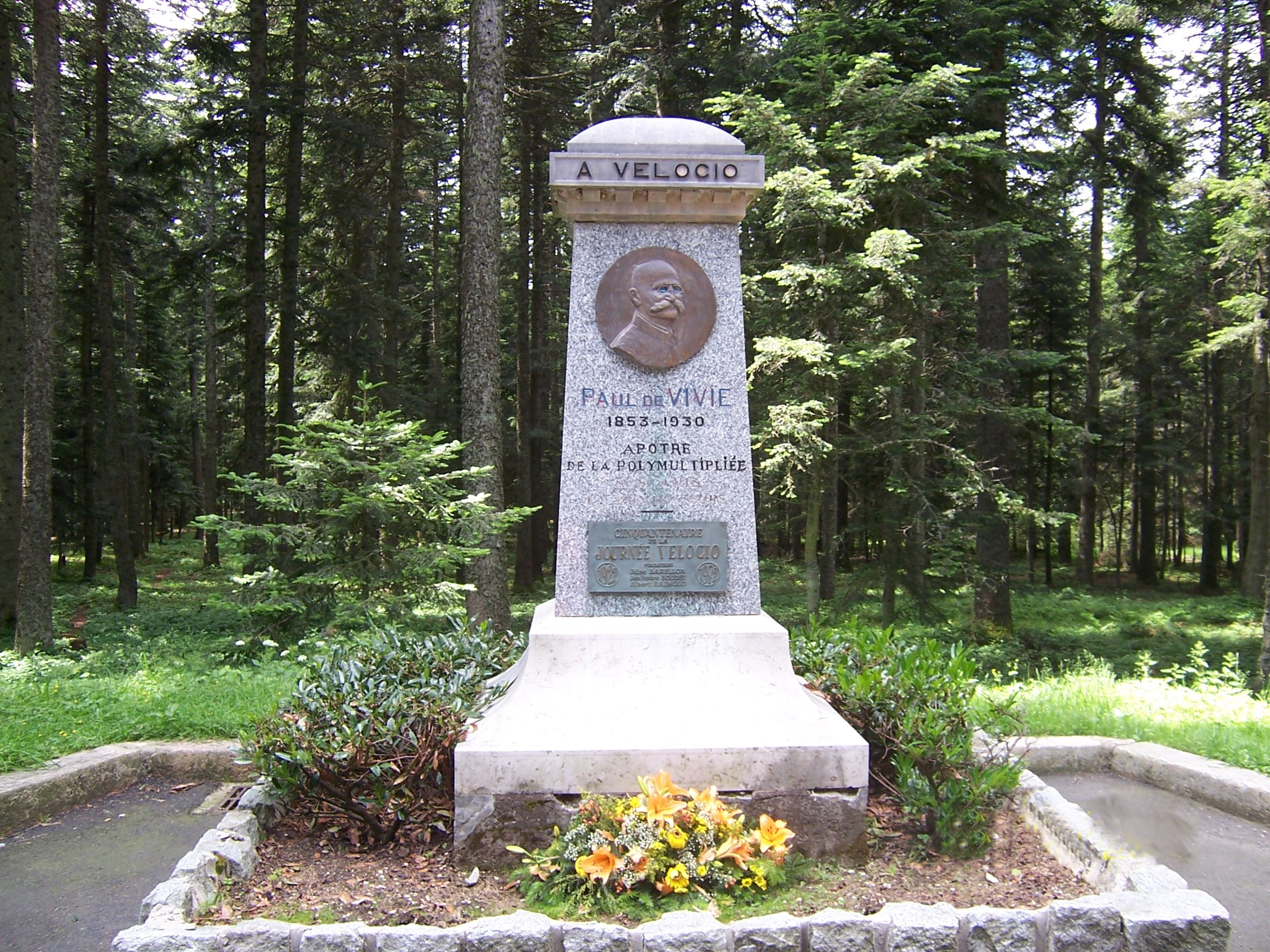
Monumento a Paul de Vivie Vélocio a la cumbre del puerto.

En la cumbre del collado hay un monumento en recuerdo de Paul de Vivie, que escribió bajo el pseudónimo de Vélocio y fue importante en el desarrollo del cicloturisme. El collado de la République era su ascensión matinal preferida. Cada años, desde 1922 los voluntarios del comité Vélocio de Saint-Étienne organizan la journée Vélocio, subiendo hasta el collado.

### En el Tour de Francia
El col de la República fue el primer collado de más de 1.000 metros atravesado por el Tour de Francia, durante la segunda etapa del primer Tour de Francia disputada entre Lyon y Marsella y en que Hippolyte Aucouturier fue el primer ciclista a pasar.
El año siguiente, el 1904, fue el escenario de algunos de los hechos más violentos de la historia del Tour, cuando los seguidores de Antoine Fauré atacaron a sus oponentes. Esto hizo que los organizadores evitaran el departamento del Loira hasta la edición de 1950. El 1905, el organizador del Tour, Henri Desgrange decidió ignorar el collado de la République, y centrarse en la introducción del Ballon de Alsace.
El collado ha sido superado en 13 ocasiones por el Tour de Francia:
| Año  | Etapa | Categoría | Inicio          | Final           | Primero a la cumbre   |
| ---- | ----- | --------- | --------------- | --------------- | --------------------- |
| 1997 | 13    | 3         | Saint-Étienne   | El Alpe de Huez | Richard Virenque      |
| 1978 | 10    | 3         | Saint-Étienne   | Grenoble        | Jean-Jacques Fussien  |
| 1971 | 10    | 3         | Saint-Étienne   | Grenoble        | Cyrille Guimard       |
| 1968 | 18    | 3         | Saint-Étienne   | Grenoble        | Aurelio González      |
| 1966 | 19    | 2         | Chamonix        | Saint-Étienne   | Ferdinand Bracke      |
| 1963 | 16    | 3         | Saint-Étienne   | Grenoble        | Federico Bahamontes   |
| 1961 | 9     | 2         | Saint-Étienne   | Grenoble        | Guy Ignolin           |
| 1959 | 17    | 2         | Saint-Étienne   | Grenoble        | Federico Bahamontes   |
| 1956 | 19    | 2         | Grenoble        | Saint-Étienne   | Stan Ockers           |
| 1954 | 17    | 2         | Le Puy-en-Velay | Lyon            | Robert Varnajo        |
| 1950 | 19    | 3         | Briançon        | Saint-Étienne   | Raphaël Géminiani     |
| 1904 | 2     |           | Lyon            | Marsella        | Antoine Fauré         |
| 1903 | 2     |           | Lyon            | Marsella        | Hippolyte Aucouturier |